# سعید طایی
سعید طایی مشهور به الحکیم الکامل و زین‌الشعرا از شاعران فارسی‌زبان سدهٔ ششم هجری قمری است. از زندگی طایی اطلاعی در دست نیست و تنها می‌دانیم که عوفی او را در شمار آل سلجوق عراق به‌شمار آورده‌است.

## شعر
عوفی در لباب‌الالباب دربارهٔ سعید طایی چنین می‌نویسد: 
شعر سعید طائی مایه‌ای دریایی است. هر نوایی که از آن عندلیب آستان فصاحت به گوش جان مشتاقان بی‌نوا رسیدست، همه طرب‌انگیز و دل‌آویز بودست؛ و چون در انقراض دهور و انقضاء سرور، ناپایداریِ ایامِ دولت و سرعتِ زوالِ موسمِ راحت، به چشم حقیقت نظر کرد، از برای تسلیت مهجوران و تنبیه مسروران این ابیات لطیف آبدار بپرداخت و این قلاید درر و غرر به دست صنعت بیان بساخت…
امروزه از اشعار طایی تنها یک قصیده برجسته و مشهور در دسترس است که نشانگر مقام بلند شعری و فصاحت ژرف اوست. این قصیده در لباب‌الالباب عوفی آورده شده‌است.
| غم مخور ای دوست کاین جهان بنماند |  | هرچه تو می‌بینی آن چنان بنماند   |
| راحت و شادیش پایدار نباشد        |  | گریه و زاریش جاودان بنماند      |
| هر طرب‌افزای و شادمان که تو بینی  |  | از صف اندوه بر کران بنماند      |
| برق شکر خنده گرچه ژاله ببارد     |  | زهر کند آب و یک زمان بنماند     |
| هیچ گل و لاله‌ای ز انجم رخشان     |  | بر چمن سبز آسمان بنماند         |
| در بن این حقه‌های بی سر مینا      |  | این مه و خورشید مهره سان بنماند |
| هندوی کیهان فراز قلعه هفتم       |  | یک دو شبی بیش پاسبان بنماند     |
| امتعه اورمزد را پس ازین دور      |  | مشتری‌ای در همه جهان بنماند      |
| خنجر مریخ سست گردد و هر شب       |  | از شفقش خون بر آسمان بنماند     |
| صنعت خورشید را که لعل کند سنگ    |  | هیچ اثر در ضمیر کان بنماند      |
| مطرب ناهید را بساز طرب بر        |  | زخمه انگشت‌ها روان بنماند        |
| تیر ز شست سپهر پیر مقوس          |  | هم بشود زود و در کمان بنماند    |
| ماه دوان هم گران‌رکاب نباشد       |  | باش که چندان سبک‌عنان بنماند     |
| نامیه گردد سترون و همه ارکان     |  | پیر شوند و یکی جوان بنماند      |
| ناطقه گردد خموش و غاذیه ساکن     |  | وین همه آشوب انس و جان بنماند   |
| نیم‌جو از کائنات حسی و عقلی       |  | در همه بازار کن فکان بنماند     |
| جهد کن امروز تا همای هوایت       |  | بر سر این خشک استخوان بنماند    |
| جان عزیزت که آب‌خورده قدس است     |  | در غم این کهنه خاکدان بنماند    |
| رخت نهادت به زیر سدره فرو گیر    |  | خیز که این سبز سایبان بنماند    |